# Чумовой
Чумовой (англ. Bizarre) — франко-американский кинофильм 2015 года, поставленный французским режиссером Этьеном Форе. Мировая премьера фильма состоялась 7 февраля 2015 года в программе Панорама на 65-м Берлинском кинофестивале.
В 2015 году фильм принимал участие в конкурсной программе Солнечный зайчик 45-го Киевского международного кинофестиваля «Молодость».

## Сюжет
18-летний француз Морис с загадочным прошлым только приехал в Бруклин. У него нет ни денег, ни знакомых, ни крыши над головой. Случайно Морис знакомится с двумя красавицами Ким и Бетти, которые устраивают его на работу в их знаменитый андерграундный кабаре-клуб «Бизарр». Там он начинает отношения с очаровательным барменом Лукой, но вскоре ему вновь приходится изменить свое окружение.